# San Antonio, Sayula de Alemán
San Antonio är en ort i Mexiko.   Den ligger i kommunen Sayula de Alemán och delstaten Veracruz, i den sydöstra delen av landet, 500 km öster om huvudstaden Mexico City. San Antonio ligger 32 meter över havet och antalet invånare är 135.
Terrängen runt San Antonio är platt. Runt San Antonio är det ganska glesbefolkat, med 29 invånare per kvadratkilometer. Närmaste större samhälle är Acayucan, 19,6 km norr om San Antonio. Omgivningarna runt San Antonio är en mosaik av jordbruksmark och naturlig växtlighet.